# رق بغل (كاهشنغ)
رق بغل (بالإنجليزية: Roqbaghal)‏ هي مستوطنة تقع في إيران في قسم كاهشنغ الريفي. يقدر عدد سكانها بـ 98 نسمة .